# The Jayhawks
The Jayhawks sind eine US-amerikanische Alternative-Country-Band.

## Geschichte
Die Band wurde 1984 in der Metropolregion Minneapolis–Saint Paul, Minnesota durch Mark Olson gegründet. 1985 kam Gary Louris zur Gruppe. Ihr selbstbetiteltes Debütalbum erschien 1986. Mehr Popularität erreichten sie 1987 mit dem zweiten Album Blue Earth. Zu dieser Zeit zeigte die von Olson geschriebene Musik sehr starke Einflüsse von Rootsrock und Country.
Auf ihrem 1992er Album Hollywood Town Hall, das vorrangig im Pachyderm Recording Studio aufgenommen wurde, beteiligte sich Louris weitaus stärker an der Entstehung der Songs. Das Album war sehr erfolgreich und gilt heute als eines der klassischen Alben des Alternative Country. Die Band tourte ausgiebig und nahm für American Recordings das Album Tomorrow The Green Grass auf.
1995 verließ Olson die Band, um mit seiner Frau Victoria Williams die Band Original Harmony Ridge Creekdippers zu gründen. Die Jayhawks nahmen weiter auf, spielten aber die folk- und rootsorientierteren Songs von Olson nicht mehr. Auf Sound of Lies verfasste Louris fast alle Lieder. Der Einfluss von geradlinigem Rock im ironischen „Big Star“, Psychedelia, akustischen Elementen und Dubelemente wurden vermischt, während die Country-Orientierung des Anfangs in den Hintergrund trat.
Das von Bob Ezrin für Columbia Records produzierte Album Smile, war eher ein Pop-Album, was manchen der alten Fans nicht gefiel. In der New York Times wurde das Album gut besprochen, die Zeitung spielte jedoch mit der Überschrift darauf an, dass die Band weitgehend unbemerkt blieb: „What if you made a classic and no one cared?“ („Wie ist es, einen Klassiker zu machen, und es interessiert niemanden?“) Der Song „I'm Gonna Make You Love Me“ wurde für eine Ralph-Lauren-Werbung und im Film All Over the Guy benutzt.
Für das Album Rainy Day Music kam Stephen McCarthy, Ex-Mitglied der Long Ryders zur Band.
Olson und Louris tourten 2005 als „From the Jayhawks: An Evening with Mark Olson & Gary Louris, Together Again“.
2011 kehrte Olsen kurzfristig in die Band zurück.

## Diskografie
- 1985: The Jayhawks
- 1986: Blue Earth
- 1992: Hollywood Town Hall
- 1995: Tomorrow the Green Grass
- 1997: Sound of Lies
- 2000: Smile
- 2002: Live from the Women's Club
- 2003: Rainy Day Music
- 2005: Live from the Women's Club (Vol.2)
- 2009: Music from the North Country - The Jayhawks Anthology
- 2011: Mockingbird Time
- 2016: Paging Mr. Proust
- 2018: Back Roads and Abandoned Motels
- 2020: Xoxo